# Rahmon Nabijev
Rahmon Nabijev (tadzjikiska: Раҳмон Набиев; ryska: Рахмон Набиев, Rachmon Nabijev), född 5 oktober 1930 i Chudzjand, död 11 april 1993 i Chudzjand, var Tadzjikistans president 1991–1993.
Tadzjikistan blev självständigt den 9 september 1991 och var då oerhört splittrat. President Qahhor Mahkamov fick avgå i augusti 1991 efter dennes stöd till kuppförsöket mot Michail Gorbatjov. I november samma år hölls presidentval där islamister och demokrater enades mot kommunisterna. Filmregissören Davlat Chudonazarov var den populäre företrädaren för oppositionen och såg ut att vinna valet men fick stå tillbaka för den äldre Nabijev. Den senares seger anklagades för att vara ett resultat av valfusk.
I början av maj 1992 bröt ett väpnat uppror mot Nabijev ut i staden Gharm och i regionen Gorno-Badachsjan vilket blev startskottet på det Tadzjikistanska inbördeskriget, en konflikt som pågick fram till 1997. I september 1992 tvingades Nabijev avgå som president under turbulenta former sedan han tagits till fånga av beväpnade oppositionsmän på Dusjanbes flygplats, efter att ha tvingats tillkännagiva sin avgång som president släpptes han fri. Han ersattes senare som president av Emomaly Rahmon.
Han avled under oklara omständigheter den 7 september 1993. Den officiella dödsorsaken angavs vara en hjärtinfarkt men det har även förekommit teorier om att han ska ha mördats eller tagit sitt liv.